# ليونيل غيلبرت
ليونيل غيلبرت (بالإنجليزية: Lionel Gilbert)‏ (حائز على وسام أستراليا وزمالة تشرشل) (8 ديسمبر 1924- 28 يناير 2015) مؤرخًا أستراليًا وأديبًا وأمين متاحف ومحاضرًا وكاتب سيرة متخصص بالتاريخ التطبيقي والطبيعي والمحلي. وُلد في بيروود بنيو ساوث ويلز، ودرس في كلية المعلمين بسيدني، وعمل بدءًا من 1946 مدرسًا ثم مديرًا في مدارس الولاية في مواقع مختلفة حول نيو ساوث ويلز حتى 1961. في 1963، تخرج غيلبرت في جامعة إنجلترا الجديدة بدرجة بكالوريوس الآداب في التاريخ. في العام نفسه، عُين محاضرًا وأمين متحف في المتحف التعليمي لكلية أرميدال للمدرسين، حيث خدم بهذه الصفة حتى تقاعده في 1984، وقد أشرف على العديد من التوسعات في المتحف وعلى إنشاء مركز أبحاث تاريخي.
في خلال عمله مع الكلية، نشر غيلبرت عددًا من المقالات والأوراق البحثية والكتب، ركز الكثير منها على تاريخ نيو ساوث ويلز، بما فيها منطقة إنجلترا الجديدة من الدولة. حصل على دكتوراة في الفلسفة (بّي إتش دي) في تاريخ علم النباتات من جامعة إنجلترا الجديدة في 1972. بعد تقاعده، ألف غيلبرت عدة كتب عن التاريخ الطبيعي الأسترالي، بما فيها سيَر ثلاثة علماء نباتات أستراليين وتاريخًا لحدائق سيدني النباتية الملكية. تقديرًا لأعماله في التربية والتاريخ، اختير زميلًا لعدة منظمات تاريخية. في 1955، مُنح وسام أستراليا، وهو وسام قرنيّ في 2001، وفي 2007 منحته جامعة إنجلترا الجديدة دكتوراة فخرية في الآداب.

## نشأته وعمله مع مدارس الدولة
وُلد غيلبرت في بيروود، إحدى ضواحي سيدني، في 8 ديسمبر 1924. تلقى تعليمه الابتدائي والثانوي في مدرسة بيروود الابتدائية وثانوية هومبوش للصبية وثانوية فورت ستريت، وتلقى شهادة تخرج من الأخيرة. بعد تخرجه، تولى غيلبرت وظيفة مؤقتة في متجر غاوينغز للرجال في سيدني. في 1942، تلقى منحة مدرس في كلية سيدني للمدرسين، حيث تدرب لعام كي يصبح مدرّسًا.
في 1943، تجند غيلبرت في القوى الجوية الملكية الأسترالية، لينضم إلى 570 غيره من طلاب كلية المدرسين الذين خدموا في القوى المسلحة في خلال الحرب العالمية الثانية، وقُتل 68 منهم في الصراع. عُين غيلبرت مُشغل رادار في أرض أرنهيم، وخدم حتى 1946.
بعد تسريحه من الجيش، توظف غيلبرت بصفة مدرس ثانوي في مدرسة نابياك المركزية من 1946 حتى 1954. في 1955، عُين نائب مدير مدرسة ووتشوب الابتدائية، وخدم بذلك المنصب حتى 1960. في ذلك العام، قبل تعيينه بصفة مدير مدرسة روكي ريفر الابتدائية قرب أورالا بنيو ساوث ويلز، وظل في هذا المنصب حتى 1961.
عندما كان غيلبرت في نابياك، التقى مارغريت روبرتس وتزوجا في 1949. وُلدت ابنتهما آن في 1960.

## حياته المهنية بصفته أكاديميًا وأمين متاحف
في 1955، تسجل غيلبرت بصفته طالبًا خارجيًا في جامعة إنجلترا الجديدة في الصف الأول ببرنامج الدراسات الخارجية في الجامعة. في 1961، عينته الجامعة ضابط بحث ومعلومات في قسم الدراسات الخارجية. في هذا المنصب، درّس غيلبرت صفوفًا في نهايات الأسبوع حول منهجية التاريخ المحلي في قسم تعليم البالغين في جميع أنحاء المنطقة الشمالية الغربية من نيو ساوث ويلز. في 1963، تخرج بدرجة بكالوريوس في التاريخ بمرتبة شرفية، وقدم أطروحته في تاريخ المعرفة النباتية للساحل الشرقي الأسترالي في السنوات 1788- 1815.
في يوليو 1963، قبل غيلبرت تعيينه محاضرًا في التاريخ التطبيقي وأمينًا للمتحف التعليمي لكلية أرميدال للمدرسين (صارت لاحقًا كلية التعليم المتقدم). تولى المنصب ل21 عامًا، ووجه عمليات توسيع المؤسسة لتقدم تاريخ التعليم في أستراليا بصورة أفضل. بين 1976 و1980، أشرف على نقل ثلاثة أبنية مدرسية تاريخية من ثانوية أرميدال ومدرسة دوماريسك العامة إلى المتحف. إضافة إلى ذلك، صمم غيلبرت دروسًا في التاريخ التطبيقي والمحلي لطلاب الكلية الداخليين والخارجيين، والتي صارت كلية أرميدال للتعليم المتقدم في 1971.
في 1974، نجح غيلبرت في طلب منحة ابتكارات من لجنة المدارس لإنشاء مركز مصادر تاريخية في الكلية. افتُتح المركز في 1976 وغيلبرت أول مدير له، وكان هدفه تقديم التعليم حول تاريخ إنجلترا الجديدة لطلاب المرحلة الابتدائية والثانوية والجامعية والدراسات العليا والمجموعات المجتمعية.
استذكر غيلبرت في 2008 أنه بين 1975 و1978، جال 5.758 من طلاب الابتدائية والاعدادية المتحف في رحلات ميدانية. زار 1.653 بالغًا إضافيًا المتحف في خلال ذلك الوقت ليجروا أبحاثًا تاريخية أو نسَبية فيه أو في مركز المصادر التاريخية. في 1981، اعترف اتحاد المتاحف الأسترالي بالمتحف بشهادة تقدير «لأصالته وتفاصيله في البناء والعرض والتقديم».
في 1972، عُين غيلبرت رئيس قسم التاريخ المُؤسس حديثًا في المدرسة. حاز على منصب القائم بأعمال نائب مدير الكلية قبل تقاعده في يونيو 1984.
في 1967، ساعد غيلبرت الأمانة الوطنية الأسترالية وقسم تعليم البالغين في جامعة أستراليا الوطنية بسلسلة من المحاضرات والمعارض عن التاريخ المحلي لمنطقة إنجلترا الجديدة. عُقدت السلسلة في أرميدال، وساعدت في إنشاء فرع محلي للأمانة الوطنية والمحافظة اللاحقة على العديد من المباني الاستعمارية التاريخية في المنطقة.
عندما كان غيلبرت في الكلية، تابع الدراسات العليا في جامعة إنجلترا الجديدة وتلقى دوكتوراة في الفلسفة (بّي إتش دي) في التاريخ النباتي في 1972، وكان عنوان أطروحته تحقيقات نباتية في نيو ساوث ويلز 1811- 1880. أيضًا في عام 1972، مُنح زمالة تشرشل في المملكة المتحدة لأربعة أسابيع ليدرس مساهمة متاحف المملكة المتحدة في التعليم العام.

## أعمال أخرى
في 1962، خلف غيلبرت إريك دنلوب في منصب الأمين الفخري لمتحف مجلس مدينة أرميدال الشعبي، وشغل هذا المنصب حتى 1982. عندما وصل المتحف إلى طاقته الاستيعابية في منشأته الأصلية، انضم إلى كاتب مدينة أرميدال في التماس ناجح إلى وزارة التعليم بنيو ساوث ويلز لنقل المتحف إلى مدرسة هيلجروف القريبة. افتُتحت المنشأة الجديدة في 1977، وعُرفت باسم متحف الحياة الريفية والصناعة. بدءًا من عام 1975، شغل منصبًا في إدارة أرشيف ولاية نيو ساوث ويلز.